# Neoteristis paraphanes
Neoteristis paraphanes är en fjärilsart som beskrevs av Edward Meyrick 1891. Neoteristis paraphanes ingår i släktet Neoteristis och familjen mätare. Inga underarter finns listade i Catalogue of Life.